# Apalaches
Apalaches são uma cordilheira da América do Norte, contraparte oriental das Montanhas Rochosas, que se estende por quase 3 200 quilômetros da Terra Nova e Labrador, no Canadá, ao estado de Alabama, no sudeste dos Estados Unidos. Compõem a barreira natural entre a planície costeira oriental e as planícies interiores da América do Norte. Estão divididas em três grandes regiões fisiográficas (Setentrional, Central e Meridional) e incluem as montanhas Shickshocks e as cadeias de Notre Dame em Quebeque; Long Range, na ilha de Terra Nova; o monte Katahdin no Maine; as Montanhas Brancas de Nova Hampshire; as Montanhas Verdes, que se tornam as Colinas Berkshire em Massachussetes, Connecticut e o leste de Nova Iorque.
As montanhas Catskill, em Nova Iorque, estão no centro dos Apalaches, assim como o início da cordilheira Cume Azul no sul da Pensilvânia e montanhas Allegheny, no sudoeste de Nova Iorque, oeste da Pensilvânia e Marilândia e leste de Ohio. Esta área inclui os Alleghenies da Virgínia Ocidental e Virgínia; a cordilheira Cume Azul, que se estende pela Virgínia e pelo oeste da Carolina do Norte, a ponta noroeste da Carolina do Sul e a parte nordeste da Geórgia; as Montanhas Unaca, no sudoeste da Virgínia, leste do Tenessi e oeste da Carolina do Norte (das quais as montanhas Great Smoky fazem parte); e os montes da Cumberlândia no leste do Quentuqui, sudoeste da Virgínia Ocidental e da Virgínia, leste do Tenessi e norte do Alabama.
Suas maiores elevações estão na divisão norte, com o Monte Katahdin do Maine (1 606 metros), o monte Washington de Nova Hampshire (1 916 metros) e outros pináculos nas Montanhas Brancas que se elevam acima de 1 525 metros, e na região sul, onde os picos das Montanhas Negras da Carolina do Norte e das Montanhas Great Smoky do Tenessi-Carolina do Norte se elevam acima dos 1 825 metros) e todo o sistema alcança seu pico mais alto no Monte Mitchell (2 037 metros).